# Peștera Hodobana
Peștera Hodobana este o peșteră activă, de mari dimensiuni din Munții Bihorului, Apuseni. 

## Localizare
Peștera se află pe teritoriul satului Hodobana, Arieșeni, județul Alba, 

## Descoperire și descriere
După descrierea făcută de Paul Damm și Călin Pop, intrarea peșterii a fost descoperită de F. Păroiu (Focul Viu București) și N. Sasu în luna aprilie a anului 1979, explorându-se atunci doar 25 m din galeria de la intrare. În luna august a aceluiași an, cei doi speologi amintiți, împreună cu Eva Győrfi, parcurg mai multe sute de metri de galerii, atingând prin Puțul Speranței un sifon situat la cota -119, respectiv o strâmtoare severă la +54 în Galeria Coralitelor.
Din septembrie 1979 coordonarea explorărilor este preluată de către Liviu Vălenaș. Alături de Eva Győrfi, el descoperă, cu plecare din baza Puțului Speranței, direcția principală de înaintare spre amonte. Parcurg apoi Sala Dante, urmată de Marile Meandre și se opresc în Sala Mamut, la baza unui perete. Cercetările sunt reluate în luna octombrie a aceluiași an, când L. Vălenaș, Dorel Pop, Horia Mitrofan și Nicolae Sasu descoperă un nou parcurs activ, situat sub Sala Mamut, dar din păcate fără continuare. Este descoperit și un sistem de galerii polietajat, care avea să ofere iarăși continuarea. Cu ocazia Revelionului din 1980, L. Vălenaș, Nicolae și Rodica Stoica-Negulescu și Costică Gagea (CSER București), descoperă Marele Râu, unde după un parcurs de 860 m, înaintarea le este oprită în Sala Finală, de către o cascadă înaltă de peste 20 m. În cadrul aceleiași tabere, în colaborare cu numeroși speologi de la CSER București, Flacăra Iași și ZKTJ din Polonia, sunt descoperite mai multe rețele laterale dintre care mai importante sunt Canionul Sclavilor, Marele Canion al Vântului și Galeria Dan Nanu.
Cartarea Hodobanei s-a realizat în cea mai mare parte pe parcursul anului 1980, în luna septembrie atingându-se o dezvoltare de 15752 m. Anul 1981 însă, cu toate eforturile depuse, a oferit doar descoperiri minore, care totuși au urcat lungimea rețelei la 18326 m. La aceste acțiuni, alături de L. Vălenaș, și-au adus contribuția Petru Brijan (Speodava Stei), W. Matejuk, G. Kuspiel (ZKTJ), (escaladarea, din păcate eșuată după 30 m, a cascadei finale), Vlad Gherghiceanu ("Z"), Gheorghe Popescu (Hades Ploiești), Ioan Budinciuc (Cristal Timișoara) și Teodor Negoiță. Ultima mare descoperire avea să fie realizată pe 30 decembrie 1981 de către L. Vălenaș și Mircea Țenț, prin pătrunderea într-o rețea polietajată aferentă afluentului 2 al Marelui Râu. Acțiunea de cartare, la care au mai participat și G. Popescu, Ildikó Bogdán, Călin Brad și N. Stoica-Negulescu, avea să ducă la atingerea unei lungimi de 20542 m.
Anul 1983 a oferit din nou doar câteva prelungiri minore, identificate de L. Vălenaș, Ovidiu Mărcuș, V. Gherghiceanu și N. Sasu, în special în zona finală. Denivelarea actuală a rețelei 181 (-121; +60) m, a fost stabilită tot în această perioadă, prin scufundarea efectuată de către Cristian Lascu (Institutul de Speologie "E. Racoviță" București) în sifonul terminal, respectiv forțarea, de către N. Sasu, a pasajului final al Galeriei cu Corali. în luna august a anului 1983 P. din Pârâul Hodobanei a atins 22042 m. Harta realizată, a fost vernisată în cadrul unui simpozion organizat cu această ocazie, la Muzeul Tării Crișurilor din Oradea în 1984. În fine, ultima acțiune de explorare a fost efectuată cu ocazia Stagiului TSA, organizat de Clubul de Speologie "Z" în mai 1987, când echipa formată din L. Vălenaș, P. Damm, Z. Kiss și I. Péntek a descoperit deasupra Marelui Râu, în zona Sălii Finale, un etaj fosil lung de 100 m, dezvoltarea rețelei trecând la 22142 m.

## Arheologie
În peșteră nu au fost făcute săpături arheologice sistematice, dar locul poate oferi surprize.

## Faună
Au fost identificate exemplare de Myotis myotis și Limonia nubeculoasa.

## Condiții de vizitare
Peștera este foarte greu de parcurs, necesită echipament speologic complet, o echipă bine antrenată și un ghid dintre exploratori.